# R. J. Chauffard
Pour les articles homonymes, voir Chauffard.
Jacques René Joseph Chauffard, dit R.J. Chauffard, René-Jacques Chauffard ou René-Jean Chauffard, né le 24 août 1920 à Paris et mort le 30 octobre 1972 dans la même ville, est un acteur français.

## Biographie
Il est l'un des acteurs fétiches de Jean-Pierre Mocky. On le retrouve parfois dans des dictionnaires de cinéma sous le nom de René-Jacques Chauffard ou René-Jean Chauffard, mais il est le plus souvent crédité au générique sous celui de R.J. Chauffard. Jean Rollin lui a dédié en 1973 son film La Rose de fer.

## Théâtre

### Auteur
- 1946 : Le Collier de la Reine et Le Dernier des Sioux de René-Jean Chauffard, mise en scène Claude Martin, Théâtre de Poche Montparnasse

### Comédien

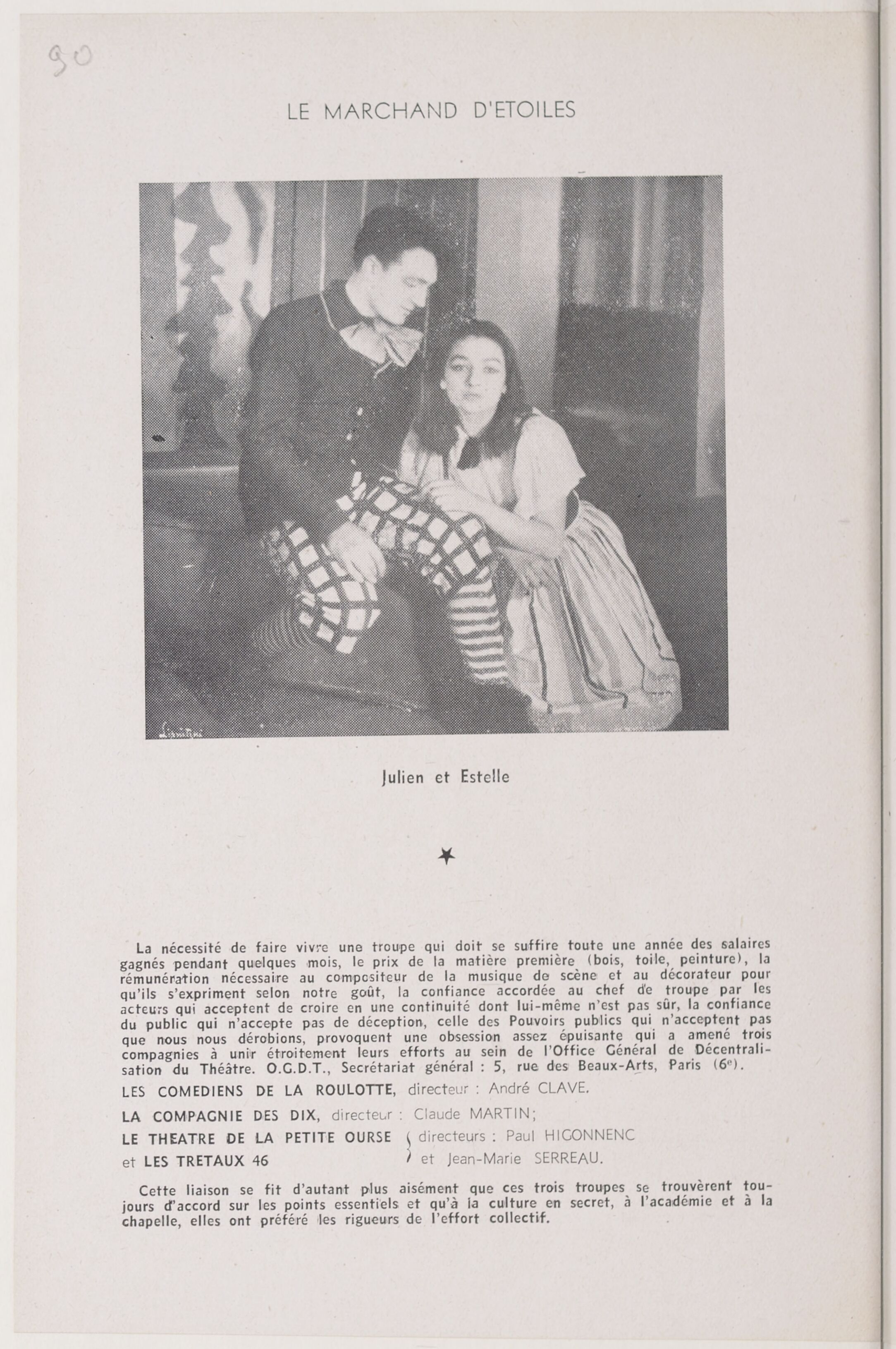
R. J. Chauffard dans une représentation de la pièce Le Marchand d'étoiles de Geneviève Serreau en 1946.

- 1944 : Huis clos de Jean-Paul Sartre, mise en scène Raymond Rouleau, Théâtre du Vieux-Colombier
- 1946 : Huis clos de Jean-Paul Sartre, mise en scène Raymond Rouleau, Théâtre de la Potinière
- 1946 : Morts sans sépulture de Jean-Paul Sartre, mise en scène de l'auteur et Michel Vitold, Théâtre Antoine
- 1947 : Le Mal court de Jacques Audiberti, mise en scène Georges Vitaly, Théâtre Charles de Rochefort, Théâtre de Poche
- 1947 : Borgia de Herman Closson, mise en scène Claude Sainval, Comédie des Champs-Élysées
- 1948 : La Fête noire de Jacques Audiberti, mise en scène Georges Vitaly, Théâtre de la Huchette
- 1949 : Les Indifférents de Odilon-Jean Périer, mise en scène Georges Vitaly, Théâtre de la Huchette
- 1949 : Les Voyous de Robert Hossein, mise en scène de l'auteur, Théâtre du Vieux-Colombier
- 1950 : Un homme de dieu de Gabriel Marcel, mise en scène François Darbon, Théâtre de l'Œuvre
- 1951 : Monsieur Bob'le de Georges Schehadé, mise en scène Georges Vitaly, Théâtre de la Huchette
- 1951 : Le Diable et le Bon Dieu de Jean-Paul Sartre, mise en scène Louis Jouvet, Théâtre Antoine
- 1952 : Le Colonel Foster plaidera coupable de Roger Vailland, mise en scène Louis Daquin, Théâtre de l'Ambigu-Comique
- 1953 : Victimes du devoir d'Eugène Ionesco, mise en scène Jacques Mauclair, Théâtre du Quartier Latin, Théâtre des Célestins
- 1953 : Les Naturels du bordelais de Jacques Audiberti, mise en scène Georges Vitaly, Théâtre La Bruyère
- 1953 : La Femme du condamné d'Henri Monnier, Théâtre des Célestins
- 1953 : L'Incendie à l'Opéra de Georges Kaiser, mise en scène Jean-Marie Serreau, Théâtre de Babylone
- 1954 : Homme pour homme de Bertolt Brecht, mise en scène Jean-Marie Serreau, Théâtre des Célestins, Théâtre de l'Œuvre
- 1955 : Le Ping-pong d'Arthur Adamov, mise en scène Jacques Mauclair, Théâtre des Noctambules
- 1955 : Nekrassov de Jean-Paul Sartre, mise en scène Jean Meyer, Théâtre Antoine
- 1956 : Le Square de Marguerite Duras, mise en scène Claude Martin, avec Ketty Albertini au Studio des Champs-Elysées
- 1956 : Hedda Gabler de Henrik Ibsen, mise en scène Guy Suarès, Théâtre Franklin
- 1957 : Hibernatus de Jean Bernard-Luc, mise en scène Georges Vitaly, Théâtre de l'Athénée
- 1959 : Les Trois Chapeaux claque de Miguel Mihura, mise en scène Olivier Hussenot, Théâtre de l'Alliance française
- 1960 : Victimes du devoir d'Eugène Ionesco, mise en scène Jacques Mauclair, Aix-en-Provence
- 1960 : La Dernière Bande de Samuel Beckett, mise en scène Roger Blin, Théâtre Récamier
- 1961 : Le Square de Marguerite Duras, mise en scène José Quaglio, Théâtre des Mathurins
- 1961 : La Pensée de Léonide Andreiev, mise en scène Laurent Terzieff, Théâtre de Lutèce, Théâtre Hébertot en 1962
- 1963 : Le mal court de Jacques Audiberti, mise en scène Georges Vitaly, Théâtre La Bruyère
- 1964 : Le Dossier Oppenheimer de Jean Vilar, mise en scène Jean Vilar, Théâtre de l'Athénée
- 1966 : Les Bouquinistes d'Antoine Tudal, mise en scène Claude Confortès, Théâtre Récamier
- 1967 : Tango de Sławomir Mrożek, mise en scène Laurent Terzieff, Théâtre de Lutèce

## Filmographie
- 1945 : La Fille aux yeux gris de Jean Faurez
- 1946 : Le Couple idéal de Bernard Roland et Raymond Rouleau
- 1947 : Les Amants du pont Saint-Jean d'Henri Decoin : le menuisier
- 1948 : Clochemerle de Pierre Chenal : Oscar de Saint-Choul
- 1950 : Trois Télégrammes d'Henri Decoin
- 1951 : Identité judiciaire d'Hervé Bromberger : le chimiste
- 1951 : Agence matrimoniale de Jean-Paul Le Chanois
- 1952 : Les Belles de nuit de René Clair : M. de Villebois, le mari d'Edmée
- 1953 : La Route Napoléon de Jean Delannoy : un employé
- 1953 : Le Secret d'Hélène Marimon d'Henri Calef
- 1954 : Papa, maman, la bonne et moi de Jean-Paul Le Chanois : le voisin écrivant des enveloppes
- 1955 : French Cancan de Jean Renoir : un inspecteur de police
- 1955 : Frou-Frou d'Augusto Genina : un homme au vernissage
- 1955 : Vous pigez ? de Pierre Chevallier : M. Blynn
- 1957 : Sans famille d'André Michel : le mouchard
- 1957 : En votre âme et conscience, épisode : Une femme honnête de Jean Prat
- 1959 : Pantalaskas de Paul Paviot
- 1959 : Poison d'eau douce (Les Cinq Dernières Minutes) de Claude Loursais, série TV
- 1959 : Et mourir de plaisir de Roger Vadim
- 1960 : Le Sahara brûle de Michel Gast : M. Paulin
- 1962 : L'Itinéraire marin de Jean Rollin
- 1964 : Jaloux comme un tigre de Darry Cowl
- 1965 : L'Or du duc de Jacques Baratier : l'académicien
- 1965 : La Guerre est finie d'Alain Resnais : le clochard
- 1966 : Les Cinq Dernières Minutes, épisode La Rose de fer de Jean-Pierre Marchand, série TV
- 1967 : Les Compagnons de la marguerite de Jean-Pierre Mocky : le commissaire Rudel
- 1967 : L'Écume des jours de Charles Belmont : le libraire
- 1967 : Le Socrate de Robert Lapoujade
- 1968 : La Grande Lessive (!) de Jean-Pierre Mocky : le commissaire Aiglefin
- 1969 : Hallucinations sadiques de Jean-Pierre Bastid : l'homme barbu
- 1969 : Solo de Jean-Pierre Mocky : le rouquin
- 1969 : L'Étalon de Jean-Pierre Mocky : M. Finus
- 1969 : La Vampire nue de Jean Rollin
- 1971 : L'Albatros de Jean-Pierre Mocky : le commissaire Gabert
- 1971 : La Part des lions de Jean Larriaga : le banquier
- 1971 : Chut ! de Jean-Pierre Mocky : le juge

### Courts métrages
- 1947 : Le Bâton (19 min)  de Marcel Gibaud : le vieux maître
- 1951 : Chicago-digest de Paul Paviot
- 1956 : Un matin comme les autres de Yannick Bellon
- 1964 : Le Temps d'une nuit de Francis Bouchet
- 1967 : Epoques et apparences ou Le temps des Goncourt - documentaire (20 min) de François Bouchet : le narrateur
- 1968 : Héraclile, l'obscur (20 min) de Patrick Deval : le récitant

## Voix off
- 1967 : Héraclite l'obscur de Patrick Deval (court-métrage) : le récitant
- 1967 : Époque et Apparences ou le Temps des Goncourt de  Francis Bouchet (court-métrage) : le récitant